# Ida Braubach
Ida Braubach (* 1830 in Hanau; † 1918 in Darmstadt) war eine deutsche Porträt-, Genre- und Landschaftsmalerin.

## Leben

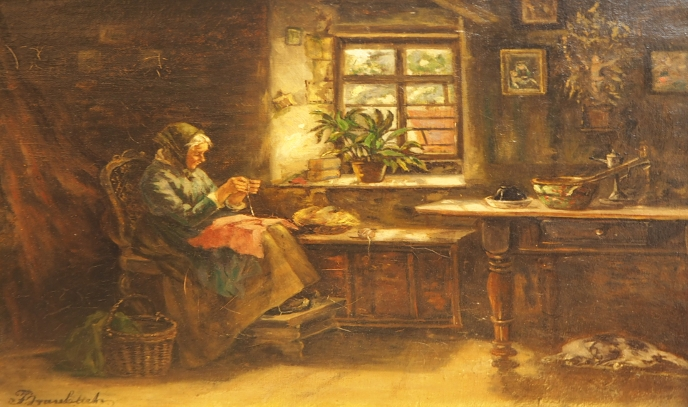
Bei der Handarbeit (ohne Jahr)

Nach einer ersten künstlerischen Ausbildung in Offenbach am Main um 1862 ging Braubach von 1864 bis 1867 nach Paris, um im Atelier von Léon Cogniet zu lernen. Sie siedelte 1867 zusammen mit Adolf Vogt nach Kanada über. 1873 erfolgte die Rückkehr nach Deutschland. Nach Aufenthalten in Stettin, Weimar und Offenbach a. M. zog sie nach Kronberg im Taunus und gehörte der Kronberger Malerkolonie an. Nach 1885 unternahm Braubach Reisen, u. a. durch den Schwarzwald und nach München. Sie war 1905 in Darmstadt ansässig und reiste 1908 nach Rom.

## Werke
- Ochsenbild, Kopie nach Rosa Bonheur, Verbleib unbekannt (Biller 1901, S. 128).